# Granuliterebra constricta
Granuliterebra constricta é uma espécie de gastrópode do gênero Granuliterebra, pertencente a família Terebridae.